# Englischer Garten
För den engelska parken i Tiergarten, Berlin, se Großer Tiergarten.

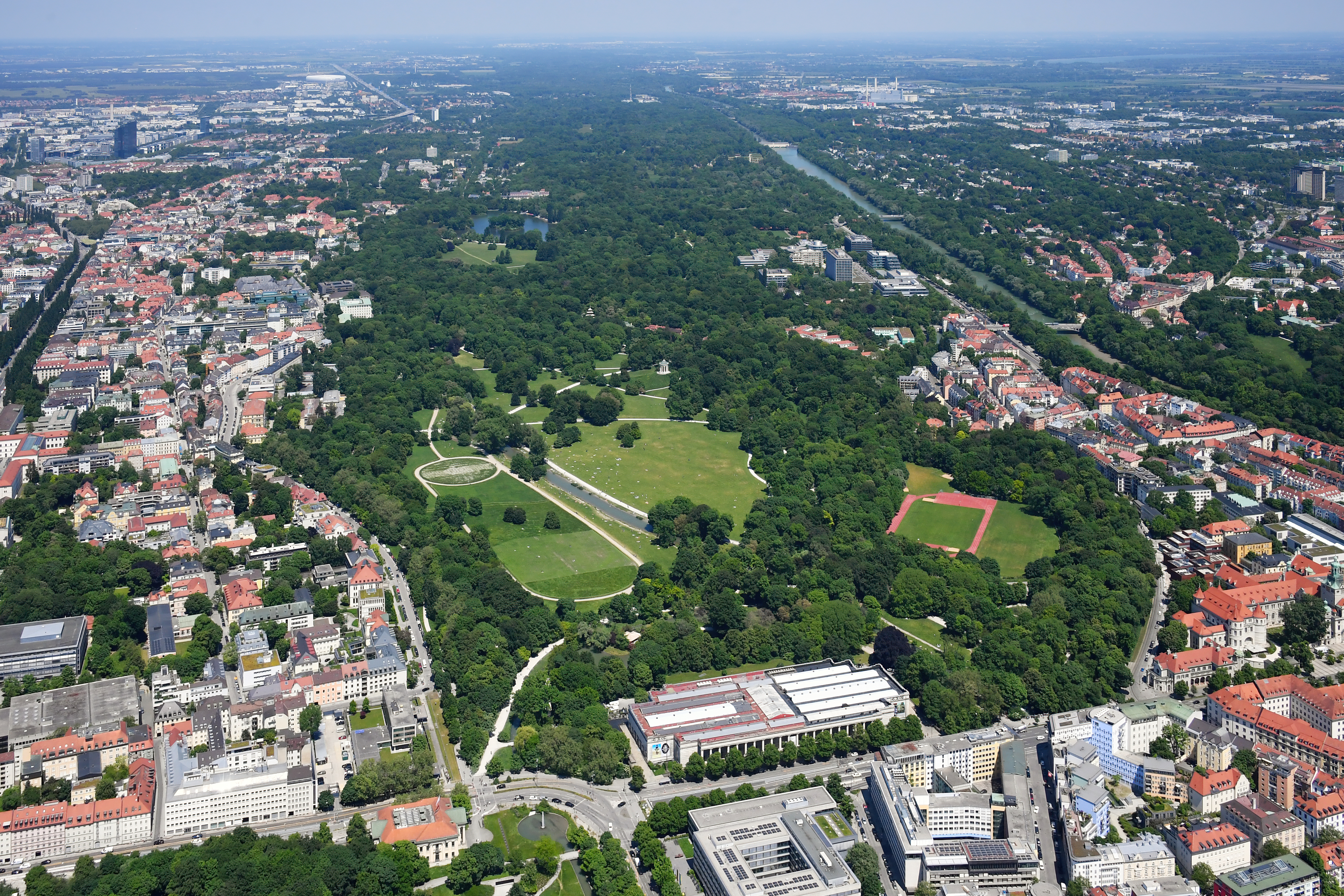
Englischer Garten.

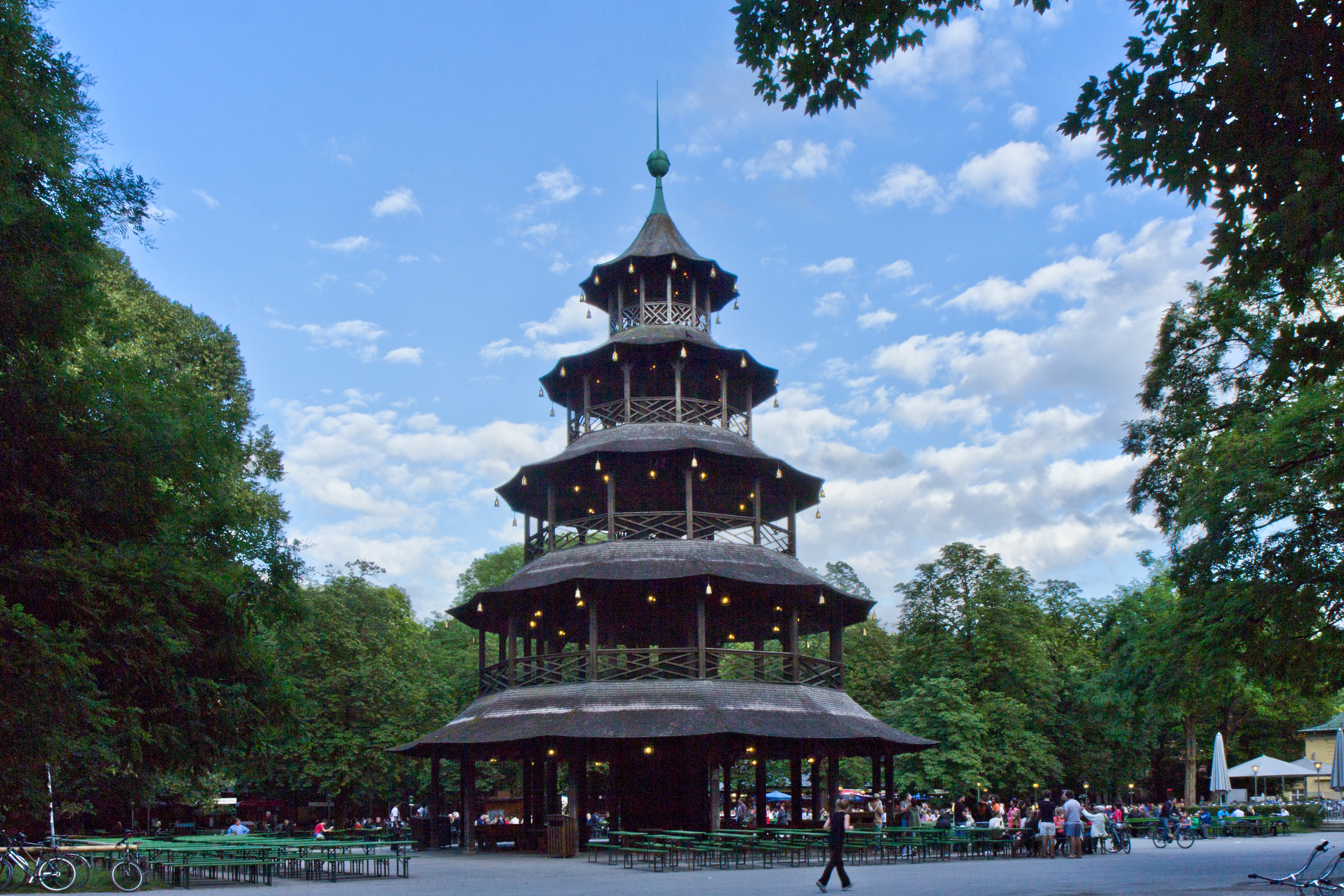
Chinesischer Turm

Englischer Garten är en park i stadsdelen Schwabing i München i Tyskland. Parken ligger i Münchens nordöstra del och har en yta på 3,7 km². Den är därmed större än Central Park i New York med sina 3,2 km².

## Kommunikationer
Spårvagn linje 17 från München Hauptbahnhof till Nationalmuseum.